# Вікулін Іван Михайлович
Вікулін Іван Михайлович (2 травня 1940 р., с. Самарське, Башкирська АСРР) — фізик, математик. Доктор фізико-математичних наук (1975), професор (1977), заслужений винахідник України (1992). Премії: Державна премія СРСР (1988), премія Ради Міністрів СРСР (1990).

## Біографія
Іван Вікулін народився 2 травня 1940 р. у с. Самарське, Башкирської АСРР. У 1957 р. закінчив середню школу. Працював електриком Орсько-Халіловського металургійного комбінату (1957-1959).
У 1964 р. закінчив радіофізичний факультет Томського державного університету та був призначений на посаду завідувача лабораторії НДІ напівпровідникових приладів.
У 1969 р. захистив кандидатську дисертацію. Від 1969 р. працював на кафедрі фізичної електроніки Одеського державного університету ім. І. І. Мечникова (нині — Одеський національний університет імені І. І. Мечникова) старшим викладачем, доцентом (1970).
В 1975 р. захистив докторську дисертацію на тему: «Фізичні основи напівпровідникових сенсорів». Працював професором кафедри фізичної електроніки ОДУ (1977-1986).
З 1986 р. — завідувач кафедри фізики Української державної академії зв'язку ім. О. С. Попова.
1992 р. — віце-президент Академії зв'язку України та заслужений винахідник України.
1994 р. — академік Міжнародної академії інформатизації — асоційованого члена ООН.

## Наукова діяльність
Сформував наукову школу з напівпровідникових датчиків. Створено нові типи приладів на основі напівпровідникових синтетичних алмазів, магніточутливі та фоточутливі транзистори, модулятори оптичного випромінювання.
За розробку фізичних основ напівпровідникових магнітокерованих приладів присуджено Державну премію СРСР (1988). За створення напівпровідникових варикапів (діод зі змінною ємністю) присуджено премію Ради Міністрів СРСР (1990).
Автор 10 книг, 145 статей, 120 авторських свідоцтв та патентів на винаходи.

## Праці
- Физика полупроводниковых приборов / И. М. Викулин. — М. : Радио и связь, 1980.
- К вопросу об изменении проводимости полупроводников при эксклюзии / И. М. Викулин, В. И. Ирха // Информатика и связь: сб. научных трудов. — Одесса, 1997. — С. 117—122.
- Электролюминесценция в ассимметричных р-n структурах / И. М. Викулин, В. Э. Горбачев // Наукові праці УДАЗ ім. О. С. Попова. — 2000. — № 1. — C. 8.
- Розвиток фізико-технологічних основ, розробка і організація серійного виробництва елементів і систем оптоелектроніки : монографія / В. Г. Вербицький, І. М. Вікулін, П. П. Воробієнко [та ін.] ; наук. ред. Г. О. Сукач ; М-во транспорту та зв'язку України. – Київ : Логос, 2009. — 239 с.
- Влияние радиации на термочувствительность биополярных транзисторов / И. М. Викулин, В. Э. Горбачев, Ш. Д. Курмашев // Наукові праці ОНАЗ ім. О. С. Попова. — 2015. — № 2. — С. 12-19.
- Варисторы из монодисперсных керамических порошков, полученные с помощью лазерного излучения / И. М. Викулин, В. Э. Горбачев, Ш. Д. Курмашев // Наукові праці ОНАЗ ім. О. С. Попова. — 2016. — С. 29-34.